# Stormy (Walibi Belgium)
Stormy, voorheen Dragon Boat, is de naam van een watercarrousel in het Belgische attractiepark Walibi Belgium te Waver.

## Beschrijving attractie
Dragon Boat werd in 1999 geopend en de doelgroep van de attractie is kinderen. De attractie werd gebouwd, in opdracht van Six Flags, de toenmalige eigenaar van het park. De watercarrousel is van het model Dragon Boats door de Duitse fabrikant Zierer en nemen de gasten plaats in drakars.
De attractie was gethematiseerd naar Vikingen. Er zijn 6 Vikingboten en er kunnen 6 personen per boot plaatsnemen. 
Per 2025 is de attractie verplaatst naar het themagebied Dock World en heeft het nieuwe zeilbootjes gekregen die de drakars op de attractie vervangen.
Afbeeldingen · Geschiedenis van Walibi Belgium